# Gúrino
Gúrino (en rus: Гурино) és un poble de l'óblast de Sverdlovsk, a Rússia, segons el cens del 2010 tenia 4 habitants.